# هشدار سفر
هشدار سفر، هشدار مسافرتی یا توصیه مسافرتی یک بیانیه هشدار رسمی است که توسط سازمان‌های دولتی برای ارائهٔ اطلاعاتی در مورد ایمنی نسبی سفر به یا بازدید از یک یا چند کشور یا مقصد خارجی خاص صادر می‌شود. هدف از این هشدارها این است که مسافران بتوانند تصمیمی آگاهانه در مورد یک مقصد خاص برای سفر بگیرند و به مسافران کمک می‌کند تا برای آنچه ممکن است در سفرشان با آن مواجه شوند، آماده باشند. در ایالات متحده، هشدارهای مسافرتی توسط وزارت امور خارجه صادر می‌شود و اغلب به آن‌ها پیام‌های نگهبان می‌گویند.
توصیه‌های مسافرتی ممکن است به مسائلی مانند آب و هوای نامناسب، مسائل امنیتی، ناآرامی‌های مدنی یا بیماری مربوط باشند.